# Эвертсен (эсминец, 1928)
Hr. Ms. Evertsen, бортовая литера EV (Его величества Эвертсен) — эсминец флота Нидерландов типа Ван Гент.
Заложен на верфи «Burgerhout’s Scheepswerf en Machinefabriek» в Роттердаме 5 августа 1925 года, спущен на воду 26 сентября 1926 года, вступил в строй 12 апреля 1928 года.
28 февраля 1942 года тяжело повреждён артиллерийским огнём японских эсминцев «Murakumo»
и «Shirakumo», 2 марта 1942 года выбросился на риф Себуку Бесар и подорван экипажем.